# مضادات أفيونية

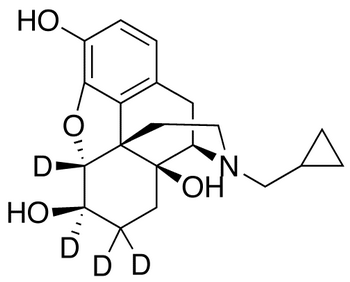
بنية 6β-نالتركسول-d4

المسكنات الأفيونية Opioid analgesics  أما الأفيونات فهذه المركبات تعمل على مستوى النخاع الشوكي وما يسمى بالجهاز الطرفي ( الجهاز الحوفي Limbic system ). ومن هذة الأدوية نالوكسون ونالتريكسون وبالتالي فإن تأثيرها يعتبر مركزياً. وتكون مساهمة العمل المحيطي في تسكين الألم في هذه الحالات خفيفة. ويطلق على هذه المركبات ذلك الاسم اشتقاقاً من كلمة الأفيون والذي يستخلص من عصارة نبات الخشخاش. ولم يعد من الموصى به استخدام مصطلحات من قبيل المسكنات المخدرة.

## مقدمة
يعتبر الألم ظاهرة معقدة يتدخل فيها كلاً من النشاط العصبي الخاص باستقبال هذا الألم واستجابة المريض لهذا النشاط. كما يعتبر إحساساً شخصياً يختلف من شخص لآخر. قد يستمر الألم حتى يزول المسبب ( ألم ناتج عن تنبيه المستقبلات )
كما أنه قد يطول لفترة ما بعد زوال المسبب، وهذا ينجم عن تغيرات طرأت على مسارات السيالة العصبية اعتباراً من المستقبلات ( ألم عصبي المنشأ ).
تعتبر كلاً من مضادات الالتهاب اللاستيروئيدية والمسكنات الأفيونية هي الأشكال الرئيسية من العقاقير المسكنة للألم. وهي تعمل على مستويات مختلفة في ممرات نقل السيالة العصبية.

## آليات التأثير
ينتج الدماغ في الحالات الطبيعية العديد من البتيدات الداخلية شبيهة الأفيونية ( أي تشبه بتركيبها مادة الأفيون المخدرة )، والتي تعتبر بدورها نواقل عصبية. تعمل هذه الببتيدات عبر ارتباطها بمستقبلات خاصة تسمى اختصاراً بالمستقبلات الأفيونية. هناك توزع مميز لهذه الببتيدات شبيهة الأفيونية ضمن نواحي الـ CNS ولكنها تتركز بشكل كبير في الجهاز الحوفي وفي النخاع الشوكي، وهذا التوزع يشابه توزع المستقبلات الخاصة بها أيضاً.
وقد تم تمييز ثلاثة مجموعات رئيسية من المستقبلات الأفيونية تتواسط تأثيرات متميزة تختلف عن بعضها البعض. وقد تم تصنيفها إلى المجموعة µ ميو، المجموعة К كابا، المجموعة б دلتا.
تزيد البتيدات الأفيونية داخلية المنشأ ( وكذلك العقاقير الأفيونية المنشطة للمستقبلات الأفيونية والتي سيأتي الحديث عنها ) من استقطاب الخلايا الهدف جاعلة إياها أقل استجابة للإشارة النازعة للاستقطاب ( أي الإشارة الألمية ).
وبالتالي فإن تلك الخلايا تكبح بدورها التوتر العالي لبوابات أقنية الكالسيوم وتقلل من تحرير النواقل العصبية على مستواها.
تبدي العقاقير الأفيونية انتقائية تجاه المستقبلات كما هو الحال بالنسبة لمماثلاتها داخلية المنشأ.
وتستطيع القيام بتأثيرات منشطة أو مثبطة على تلك المستقبلات، ويمكن أن نصنفها تبعاً لطبيعة عملها إلى :
منشطات فقط : (تتميز بارتباط تام بالمستقبلات وقدرة تامة على الفعل) وهي تعمل بشكل أساسي على مستقبلات المجموعة µ وتتضمن العقاقير التالية
مورفين morphine
ديامورفين diamorphine
بيثيدين pethidine
كوديين codeine
ديكستروبروبوكسيفين dextropropoxyphen
ولهذه المجموعة تأثير ضعيف على مستقبلات المجموعة К والمجموعة б.
منشطات ومثبطات:حيث يمتلك الـ pentazocine تأثيراً منشطاً على مستقبلات المجموعة К وتأثيراً مثبطاً على مستقبلات µ.
منشطات ومثبطات ولكن بشكل جزئي : (تتميز بارتباط تام وقدرة جزئية) يمتلك عقار buprenorphine تأثير منشط جزئي على مستقبلات µ وتأثير مثبط جزئي على مستقبلات К.
مثبطات : لا يمتلك الـ naloxone خاصية مسكنة للألم. ويستخدم ضمن معالجة زيادة جرعة المورفين.

## الحركية الدوائية
الحركية الدوائية Pharmacokinetics تتوفر معظم الأفيونات للاستخدام عن طريق الفم ,كما أن البعض منها مثل المورفين والديامورفين يمكن أن تعطى عن طريق الوريد أو العضل أو تحت الجلد. يعتبر الديامورفين أكثر انحلالاً من المورفين ويمكن أن يعطى بالتسريب تحت الجلدي باعتباره يمكن أن يحضَر بأحجام صغيرة. كما يمكن أن يعطى المورفين أيضاً كتحاميل. تتمتع بعض الأفيونات مثل المورفين بامتصاص ضئيل من الأمعاء وبالتالي فعندما لا يتم إعطاؤها فموياً يجب أن تقدم بجرعات خفيفة للحصول على نفس التأثير. يتم انتزاع الأفيونات من الجسم عبر الاستقلاب الكبدي ويتم طرحه كلوياً. وتتمتع معظم المسكنات الأفيونية بنصف عمر قصير أو متوسط.

## اضطرابات إلغاء الشخصية
على حد سواء درست النالوكسون والنالتريكسون لعلاج اضطراب تبدد الشخصية . في دراسة أجريت عام 2001 في النالوكسون، زالت من ثلاثة من أربعة عشر مريضا أعراض تبدد الشخصية بهم تماما، وسبعة أظهرت تحسنا ملحوظا
وكانت نتائج دراسة نالتريكسون 2005 أقل قليلا ومبشرة، بمتوسط بخفض قدره 30٪ من الأعراض، إذا ما قيست 3 مقاييس انفصال للتحقق من صحتها.

## وصلات خارجية
- David S, Lancaster T, Stead LF. Opioid antagonists for smoking cessation (Cochrane Review), The Cochrane Library, Issue 2, 2005. Chichester, UK: John Wiley & Sons, Ltd.